# Distretto dell'Arcipelago delle Dahlak
Il distretto dell'Arcipelago delle Dahlak è un distretto dell'Eritrea nella regione del Mar Rosso Settentrionale.
È costituito da più di 120 isole, per la maggior parte disabitate, raggiungibili in barca dalla vicina città di Massaua.